# 旭川市役所
旭川市役所（あさひかわしやくしょ）は、日本の地方公共団体である旭川市の組織が入る施設（役所）である。

## 総合庁舎
- 〒070-8525
- 住所：北海道旭川市六条通9丁目46

### アクセス
バス
- 「市役所前」（道北バス、旭川電気軌道）下車して徒歩すぐ

駐車場
- 総合庁舎裏側、第三庁舎表側、第三庁舎裏側の3ヶ所
- 旭川市7条駐車場（地下駐車場）

### フロア構成
現庁舎は2023年11月 - 12月にかけて順次旧総合庁舎（二代目庁舎）から移転し、供用を開始したものである。下記は特記のない限り「旭川市総合庁舎建替基本設計」による。
| 階  | 概 要                                                                          |
| --- | ------------------------------------------------------------------------------ |
| 9F  | 展望ラウンジ、機械室                                                           |
| 8F  | 旭川市議会（議場、委員会室、控室）                                             |
| 7F  | 市長室、災害対策本部、会議室等                                                 |
| 6F  | 執務スペース                                                                   |
| 5F  | 執務スペース                                                                   |
| 4F  | 執務スペース                                                                   |
| 3F  | 子育て支援窓口、乳幼児健診スペース等                                           |
| 2F  | 福祉支援窓口、臨時窓口等                                                       |
| 1F  | 総合窓口、市民活動スペース、レストラン（旭川ひだまりの会）、売店（ローソン）等 |
| B1F | 倉庫、機械室                                                                   |

### 市庁舎の住所
地方自治法第4条の規定により、市庁舎位置条例で定める必要がある。旭川市役所の市庁舎においても、二代目庁舎が完成した1958年当時の住所である「六条通9丁目46番地及び七条通9丁目47番地」が条例に記載され、成立・施行されている。その後1966年に市役所の土地が一体化され、登記簿上では「七条通9丁目47番地」が消滅、現在の「六条通9丁目46番地」の地番のみとなり、各種表記上の住所もこれを用いている。
ところが、この土地の合体処理があったのにもかかわらず条例が改正されないままで、2017年になって市庁舎建て替えに関し基本計画をまとめる作業を行っていた際に、この土地の合体と条例未改正が判明した。市庁舎の位置自体は変わっていないため法律上問題は無いとしているが、土地を合体した経緯や、51年ものあいだ条例が改正されなかった理由については当時の記録が残っておらず、分からないとしている。このことを受けて旭川市は市議会に住所を変更する条例改正案を提出した。

## 第二・第三・分庁舎
所在地
- 旭川市六・七条通10丁目

庁舎
| 階  | 第二庁舎 |
| --- | --- |
| 6F  | 選挙管理委員会事務局（事務局）、保健所（調理実習室）、食堂、理容室                                                           |
| 5F  | 子育て支援部（子育て支援課、こども育成課、子育て相談課（こども通園センター））、保健所（保健総務課）                         |
| 4F  | 福祉保険部（保護第1～3課）、子育て支援部（子育て相談課（子育て相談係））                                                     |
| 3F  | 福祉保険部（福祉保険課）、子育て支援部（子育て相談課（母子保健係））、保健所（健康推進課（健康推進係・保健予防係））         |
| 2F  | 総務部（管財課（車両係））、保健所（健康推進課（精神保健係）、保健指導課）、消防本部（総務課、市民安心課、予防指導課）、売店 |
| 1F  | 福祉保険部（障害福祉課）、子育て支援部（家庭児童・母子・女性相談室）、消防本部（南消防署）、庁舎案内、市民課窓口派出所       |
|     | 分庁舎（旧道有林管理センター）                                                                                               |
| 1F  | 市民生活部（市民生活課（交通防犯対策担当））                                                                                 |
|     | 第三庁舎（旧上川支庁） |
| 4F  | 都市建築部（駅周辺開発課、公共建築課、設備課）                                                                               |
| 3F  | 経済観光部（経済総務課、産業振興課、観光課）、都市建築部（住宅課、都市計画課、建築指導課）                                   |
| 2F  | 総務部（工事検査課）、土木部（土木総務課、土木管理課、用地課、土木建設課、公園みどり課）                                     |
| 1F  | 総務部（管財課（財産係））、市民生活部（国際交流課、市民相談センター）、旭川市結婚相談所、旭川コンベンションビューロー、案内 |
| B1F | 売店 |
|     | 第三庁舎旭川市保健所棟（旧上川支庁）                                                                                         |
| 2F  | 保健所（衛生検査課（試験検査係））                                                                                           |
| 1F  | 保健所（衛生検査課） |

## その他の庁舎
| 階 | 5条庁舎（旭川市五条通10丁目）                                                |
| -- | ---------------------------------------------------------------------------- |
| 4F | 市民生活部（市民生活課（消費生活センター））                                 |
| 3F | 社会教育部（スポーツ課、家庭教育相談室）、学校教育部（不登校・いじめ相談室） |
| 1F | 経済観光部（編物内職相談コーナー）                                           |
|    | ジブラルタ生命旭川ビル（旭川市六条通8丁目）                                  |
| 7F | 社会教育部（社会教育課、文化振興課）、学校教育部（学校保健課）               |
| 6F | 学校教育部（教育政策課）                                                     |
| 5F | 学校教育部（学務課、教育指導課）                                             |
|    | 朝日生命旭川ビル（旭川市四条通9丁目）                                        |
| 6F | 農政部（農林整備課）                                                         |
| 5F | 農業委員会事務局（事務局）                                                   |
| 4F | 農政部（農政課、農業振興課）                                                 |
| 3F | 監査事務局（事務局、監査委員室）、外部監査人室                               |
|    | ときわ市民ホール（旭川市五条通4丁目）                                        |
| 3F | 子育て支援部（子育て支援課（青少年担当））、市民生活部（勤労青少年ホーム）   |
|    | 水道局（上常盤町1丁目）                                                      |
| 5F | 総務部（総務課（市史編集担当））                                             |
| 4F | 上下水道部（事業課、建設課）                                                 |
| 3F | 上下水道部（総務課、経理課、維持課）                                         |
| 2F | 上下水道部（サービス課、料金課）                                             |

## 市立旭川病院
所在地
- 旭川市金星町1丁目1番65号

庁舎
- 事務局（経営管理課、医事課）
- 診療科目（内科・外科・耳鼻咽喉科・産婦人科・小児科・皮膚科・眼科・整形外科・精神科・神経科・放射線科・泌尿器科・麻酔科・呼吸器科・消化器科・循環器科・心臓血管外科・呼吸器外科・歯科口腔外科）

## 支所・出張所
- 神居支所 - 旭川市神居2条9丁目1-19
- 江丹別支所 - 旭川市江丹別町中央104-28
- 永山支所 - 旭川市永山3条19丁目4-15
- 東旭川支所 - 旭川市東旭川北1条6丁目2-3
- 神楽支所 - 旭川市神楽3条6丁目1-12
- 西神楽支所 - 旭川市西神楽南1条3丁目249-10
- 東鷹栖支所 - 旭川市東鷹栖4条3丁目
- 神居古潭出張所 - 旭川市神居町神居古潭50-26
- 嵐山出張所 - 江丹別町嵐山
- 米原出張所 - 旭川市東旭川町米原714

## 初代庁舎

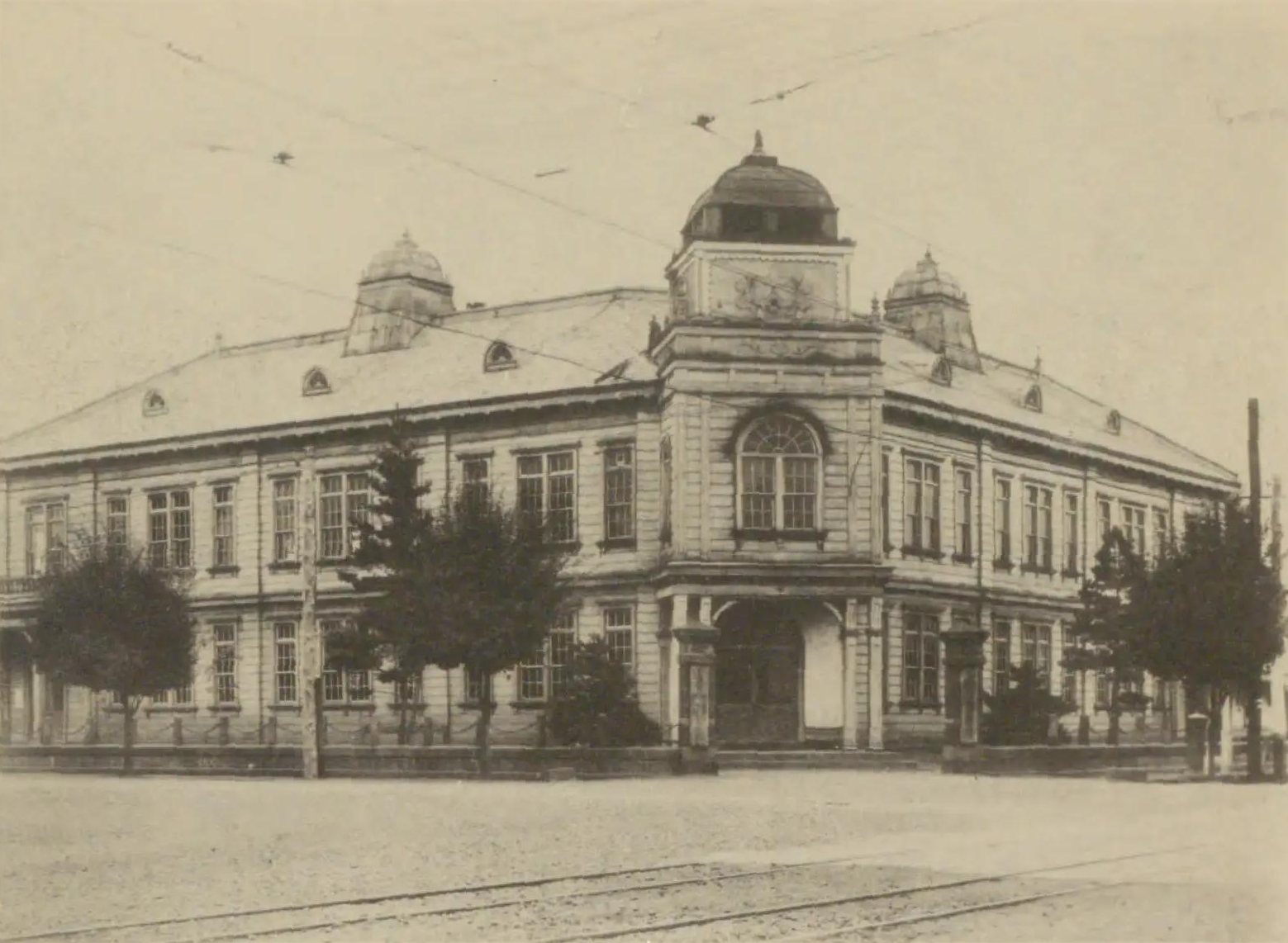
初代旭川市庁舎

初代市役所庁舎は、1911年（明治44年）に当時の旭川町役場として、6条通9丁目に建設された。洋館仕立ての2階建てだったが、業務量増大のため戦後にスペース不足が問題となり、1957年（昭和32年）に二代目庁舎の建設が決定したため、翌1958年11月に移転し、初代庁舎は取り壊された。跡地は旭川郵便局（現在の旭川中央郵便局）→旭川グランドホテル（現在のOMO7 旭川）となっている。

## 二代目庁舎

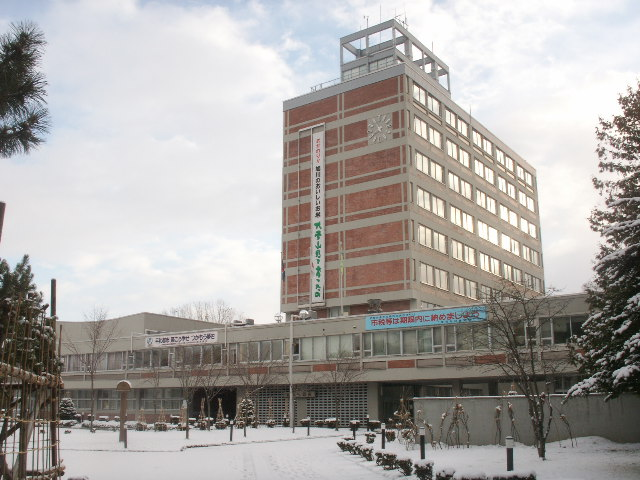
二代目旭川市庁舎

二代目庁舎は佐藤武夫の設計により1958年に完成、同年11月より稼働を開始した。元々は旭川市中央公民館があった場所だが、それを取り壊して庁舎を建てたものである。1959年の日本建築学会賞を受賞しているほか、2003年にDOCOMOMO JAPAN選定 日本におけるモダン・ムーブメントの建築に選ばれた。

### フロア構成
| 階  | 概 要 |
| --- | --- |
| 9F  | 総合政策部（政策調整課、まちづくり推進課、財政課） |
| 8F  | 環境部（環境保全課、ごみ減量推進課、廃棄物処理課、環境対策課） |
| 7F  | 総務部（総務課） |
| 6F  | 総務部（事務管理課、契約課） |
| 5F  | 総務部（管財課（庁舎係）、人事課） |
| 4F  | 市民生活部（市民生活課（広報係）、市民活動課（市民活動係・広聴担当））、市政記者室 |
| 3F  | 税務部（資産税課） |
| 2F  | 行政改革部（行政改革課）、総合政策部（秘書課）、市長室、副市長室、税務部（税制課、市民税課、納税課（納税対策係・納税第1～4係・収納管理係・特別滞納整理担当））、福祉保険部（介護高齢課（計画推進係・地域支援係・生きがい係・介護認定係・介護給付係・介護保険料係））                                                                                       |
| 1F  | 会計課、市民生活部（市民生活課（市民生活係）、市民活動課（市民参加推進係）、市政情報コーナー、市民課（届出・証明など・パスポート・外国人登録・パスポートテレホンサービス・国民年金）、福祉保険部（国民健康保険課（国保管理係・国保給付係・国保保険料係・後期高齢者医療係））、議会事務局（議長室、副議長室、議員控室、総務調査課、議事課）、案内、宿日直室 |
| B1F | 売店、食堂、美容室、クリーニング、7条駐車場通路 |

この他議会棟が隣接し、旭川市議会の議場・控室などが置かれていた。

## 耐震性と建替計画
1997年に行われた耐震診断の結果、1958年10月30日完成の北海道旭川市役所の総合庁舎が耐震性が極めて低く「補強工事も無意味」と評価されていたことが、2012年2月になって明らかになった。震度3～4の地震でも倒壊の恐れがあると指摘されているが、市は問題を放置していたことになる。
これに加え、前記の通り庁舎が複数に分散しているために利便性が低下していること、建物自体老朽化が進んでいることなどから、旭川市では具体的な時期は未定としながらも、市役所総合庁舎及び第三庁舎を建て替える計画を2016年6月に明らかにした。隣接し、同じく老朽化が問題となっている旭川市民文化会館の建て替えと一体化した形での計画で、具体的には工事を2期に分け、第1期で総合庁舎と文化会館の間のスペースに新庁舎（高層棟）を建築した上で総合庁舎に入居する各部署を移転、その後地下駐車場と総合庁舎・文化会館を取り壊し、第2期工事として文化会館跡地に新庁舎（低層棟）を、総合庁舎跡地に新文化会館を建設するとしている。また第三庁舎についても耐震性の問題があるため取り壊す。
ただ文化会館の建て替え等について市議会の反発を受けたため、同年11月に発表された計画案では第1期のみの内容が盛り込まれ、第2期については事実上撤回された。また現庁舎について、日本建築学会賞受賞作であることなどから建築関係者から保存を求める意見が出されている件については、市民アンケートで「取り壊して敷地を有効活用すべき」との意見が70%以上を占めたことを理由として、新庁舎（高層棟）竣工後に解体する方針を堅持した。
2018年3月に新市庁舎の基本設計案が提示。西川将人市長が構想する市民活動スペースとなるシビックセンターを設けるものであったが、翌2019年3月には実現が難しかったとして、市民活動スペースを縮小する方向性を示した。
新庁舎の建設は2020年4月に始まり、2021年11月には躯体が完成して上棟式を実施。その後内装・外装工事及び検査を経て、2023年11月に供用を開始した。旧庁舎（二代目庁舎）については2024年7月から解体工事に入るほか、第三庁舎も同年10月に閉鎖し2025年度より解体する予定。また一度は建て替えが見送られた旭川市民文化会館も、2021年に緞帳の落下事故が起きるなど老朽化が深刻化しているため、2023年に改めて建て替えの方針が打ち出されている。